# کارلوس مارچنا
کارلوس مارچنا لوپز (به اسپانیایی: Carlos Marchena López) (زاده ۳۱ ژوئیه ۱۹۷۹) بازیکن فوتبال اسپانیایی است.
او تاکنون در باشگاهایی مثل سویا، بنفیکا، والنسیا، ویارئال بازی کرده‌است.
او ۶۹ بازی ملی برای تیم ملی فوتبال اسپانیا انجام داده‌است.